# Попова, Татьяна Васильевна
Татьяна Васильевна Попова (22 сентября (5 октября) 1907, Санкт-Петербург — 22 августа 1981) — советский музыковед
.
Окончила Московскую консерваторию по специальности (1932) «история и теория музыки». Кандидат искусствоведения (1956, диссертация «Русское народное музыкальное творчество»). Преподавала в музыкальных школах, Музыкальном училище имени Ипполитова-Иванова (1933—1934), Московской консерватории (1938—1943, 1946—1951), Институте имени Гнесиных (с 1948 г.), Московском институте культуры (1968—1972). В 1955—1963 гг. старший научный сотрудник Института истории искусств.
Автор учебных пособий «Музыкальные жанры и формы» (1951, 1954), «Русское народное музыкальное творчество» (1955—1957), «Зарубежная музыка XVIII и начала XIX века» (1976, книга для учащихся старших классов), «Основы русской народной музыки» (1977), популярных биографий Йозефа Гайдна (1938, 1959), Модеста Мусоргского (1939, 1955, 1967), Людвига ван Бетховена (1940), Александра Бородина (1953, 1960, 1972), Вольфганга Амадея Моцарта (1957, 1967), других популярных брошюр.